# 病毒进化
病毒进化是指病毒為適應环境而進行的改变、突變和变异。例如病毒變得更容易传播或致病性更严重，而且病毒突變後的特征可以遺傳給後代。病毒突变過快會給疫苗和抗病毒药物的开发帶來麻煩，因為病毒會變得具有抗藥性。不過病毒的突变对病毒本身未必一定有好处。